# 파리 시립 근대미술관
파리 시립 근대미술관(프랑스어: Musée d'Art Moderne de la Ville de Paris) (IPA: [myze daʁ mɔdɛʁn də la vil də paʁi])은 프랑스 파리에 있는 미술관이다. 20세기 미술 작품들을 전시하고 있다. 파리 16구 우드로 윌슨이 11번지(Avenue du Président Wilson)에 위치해 있다.

## 개관

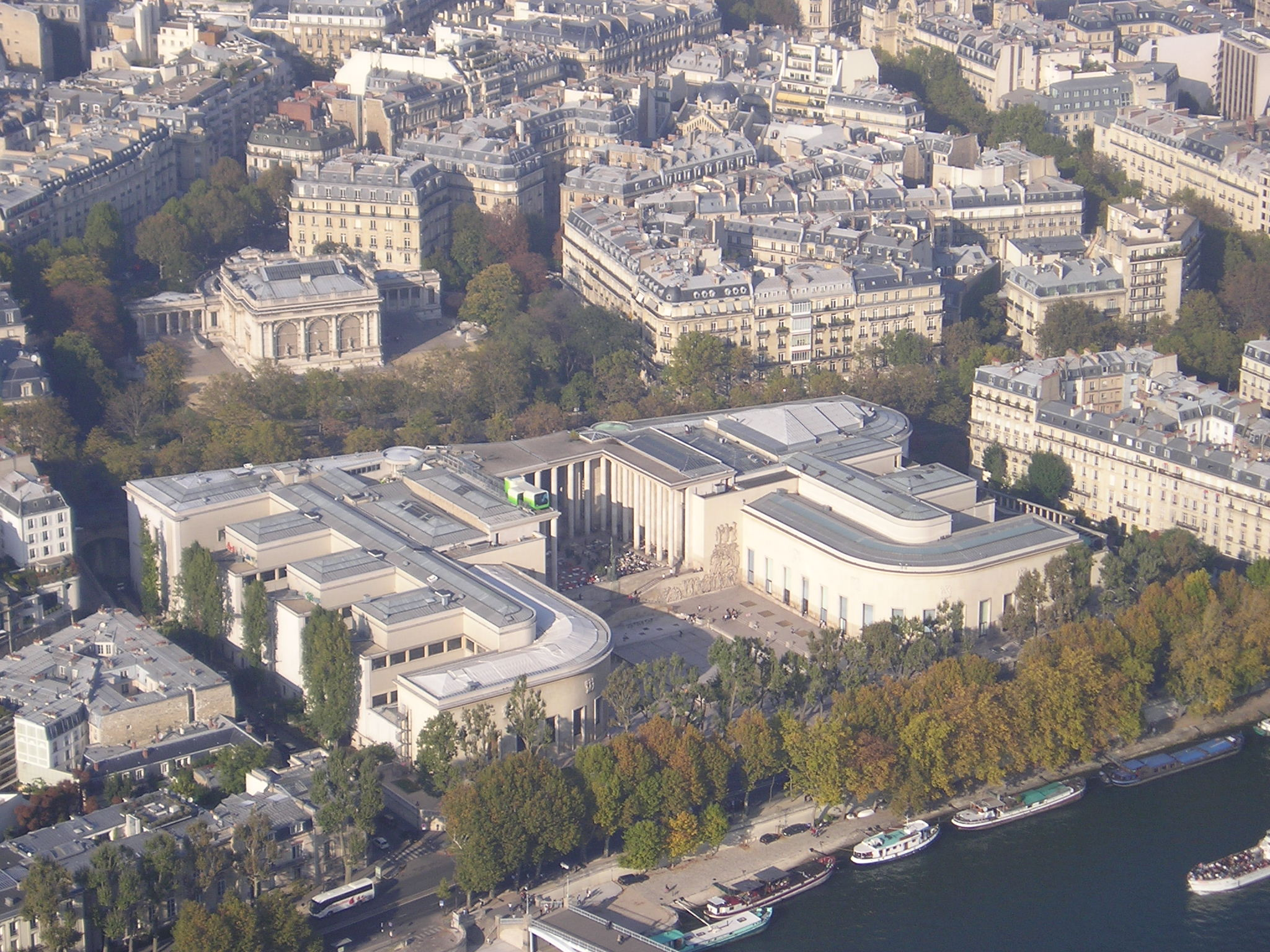
팔레 드 도쿄 건물

파리 시립 근대미술관은 팔레 드 도쿄 건물의 동쪽 건물에 입주해 있다. 1937년 만국박람회 당시 전시를 위해 건축되었던 건물이다. 파리 시립 근대미술관은 1961년 개관하였다. 이 미술관은 유럽 전역에서 모은 다양한 20세기 미술 경향을 보여주는 작품들을 8000 점 이상 전시하고 있다. 20세기 주요 미술 사조 및 유럽 작품들을 주로 보여주고 있다. 또한 때때로 주제별 요즘 현대 미술 작품전(exhibiton)도 열고 있다. 일시적인 전시회는 보통 6주간 계속된다.

## 소장 작품
파리 시립 근대미술관에는 파블로 피카소, 앙리 마티스, 앙리 미쇼, 라울 뒤피, 모리스 드 블라맹크, 조르주 루오, 페르낭 레제, 조르주 브라크, 프란시스 피카비아, 아메데오 모딜리아니, 조르조 데 키리코, 아메데오 모딜리아니, 키스 반 동겐, 피에르 보나르, 카임 수틴, 피에르 알레친스키, 앙드레 드랭, 수잔 발라동, 모리스 위트릴로, 로베르 들로네, 소니아 들로네, 프란티셰크 쿠프카, 후안 그리, 한스 벨머, 빌헬름 렘브루크, 장 포트리에, 장 아르프, 알베르토 자코메티, 이브 클라인, 피에르 술라주, 모이즈 키슬링, 백남준, 만 레이 등 유명 예술가들의 작품들이 소장되어 있다.

### 소장품 사례
파리 시립 근대미술관은 백남준의 작품으로서 〈Olympe de Gouges〉를 전시하고 있다. 이것은 1989년 프랑스 혁명 200주년을 기념하기 위해 만들어진 로봇 형태의 비디오 아트 미술품이다. 200개의 모니터는 1789년에서 1989년까지의 프랑스 혁명 200년을 기념한다. 하울 뒤피의 수작 〈Fée Electricité〉가 있는 La Fée Électronique 실에 있는데, 5개의 로봇으로 구성된 기념 작품이다.

## 전시회 (예제)
- 1998년. Gregor Schneider: La maison morte u r 1985–1998
- 2010년~11년. 뉴욕 출신 미술가 장미셸 바스키아의 작품 전시 예정.

## 2010년 미술품 도난 사건
2010년 5월 20일, 파리시립미술관에 도둑이 들어 도둑이 작품 5점을 훔쳐갔다고 파리시립미술관이 보고하였다. 도난당한 작품은 다음과 같다. 피카소 작 〈비둘기와 완두콩〉(Le pigeon aux petits pois), 마티스 작 〈목가〉(La Pastorale), 조르주 브라크 작 〈에스타크의 올리브 나무〉(L'Olivier Près de l'Estaque), 모딜리아니 작 〈부채를 든 여인〉(La Femme à l'Éventail), 페르낭 레제 작 〈샹들리에가 있는 정물화〉(Nature Morte aux Chandeliers) 이었다. 창이 부셔져 있었고, CCTV 녹화물에는 마스크를 쓴 남자가 그림들을 훔쳐가는 모습이 녹화되었다고 전해진다. 관계당국은 이 남자 혼자서 절도 행각을 벌였다고 추측하고 있다. 이 남자는 액자로부터 그림들을 조심스럽게 떼네고는, 액자는 남겨두고 그림만 훔쳐갔다.

## 같이 보기
- 파리의 미술관 목록